# 狹鱈
狹鱈（英語：pollock）為輻鰭魚綱鱈形目鱈科青鱈屬（Pollachius）下魚種的統稱，主要分布於北大西洋。這類魚棲息在沿海，喜群游，具迴游特性，屬肉食性，以甲殼類及小魚等為食。
挪威、加拿大是狹鱈的主要捕撈國，也是美國、英國及冰島的漁業重要漁獲。由於鱈魚遭到過度捕撈，其中較高價值的黑線鱈及大西洋鱈等，捕獲量都呈現下降趨勢，屬於鱈魚近親的狹鱈，因價格相對較低，漁獲量也較穩定，在市場上成為代替品，很多炸鱈魚塊都是使用狹鱈製成。
“狭鳕”也可以指狹鱈屬（Theragra）的鱼类。黃線狹鱈曾為該屬的唯一物種，不過後來被移到了鱈屬之下。但俗名還是繼續沿用，保有原來的「狹鱈」。

## 擴展閱讀
維基物種上的相關：狹鱈

 維基物種上的相關：青鱈